# Zollernalb járás
Zollernalb járás egy járás Baden-Württembergben. Zollernalb járás Tuttlingen, Sigmaringen, Reutlingen, Tübingen, Freudenstadt és Rottweil járásokkal határos. Lakosainak száma 188 935 fő (2019. október 31.).

## Népesség
A járás népessége az elmúlt években az alábbi módon változott:

| 2017 | 188 170 |
| 2019 | 188 935 |